# Mantitheus
Mantitheus é um gênero de coleópteros da tribo Philiini (Philinae). Na qual compreende apenas quatro espécies, com distribuição na China e Mongólia.

## Espécies
- Mantitheus gracilis (Pic, 1924)
- Mantitheus murzini (Vives, 2005)
- Mantitheus pekinensis (Fairmaire, 1889)
- Mantitheus taiguensis (Chiang & Wu, 2000)